# Сазавское Продолжение «Чешской Хроники» Козьмы Пражского
Сазавское Продолжение «Чешской Хроники» Козьмы Пражского (лат. Monachi Sazavensis continuatio Cosmae) — написанные во 2-й пол. XII в. на латинском языке одним или несколькими монахами Сазавского монастыря анналы, задуманные их авторами как продолжение «Чешской Хроники» Козьмы Пражского. По этой причине автора этих анналов также называют: «1-м продолжателем Козьмы». Охватывают период с 932 по 1162 гг., причём на отрезке 932-1125 гг. анналы содержат ряд важных дополнений к «Хронике» Козьмы, связанных с историей Сазавского и Бржевновского монастырей почерпнутых из некрологов, анналов и актов этих обителей. Сохранилось в двух рукописях XIII в. Содержат сведения по истории Чехии и соседних стран.

## Издания
- Monachi Sazavensis continuatio // MGH, SS. Bd. IX. Hannover, 1851, p. 148-163.

## Переводы на русский язык
- Сазавское Продолжение «Чешской Хроники» Козьмы Пражского (932-1162) в переводе И. Дьяконова на сайте Восточная литература